# Talmone
La Michele Talmone fu una fabbrica di cioccolato e cacao fondata a Torino nel 1850 con sede a Torino.

## Storia
(Presentazione di Miguel, "testimonial" del carosello del Merendero Talmone, realizzato dai Los Gildos)

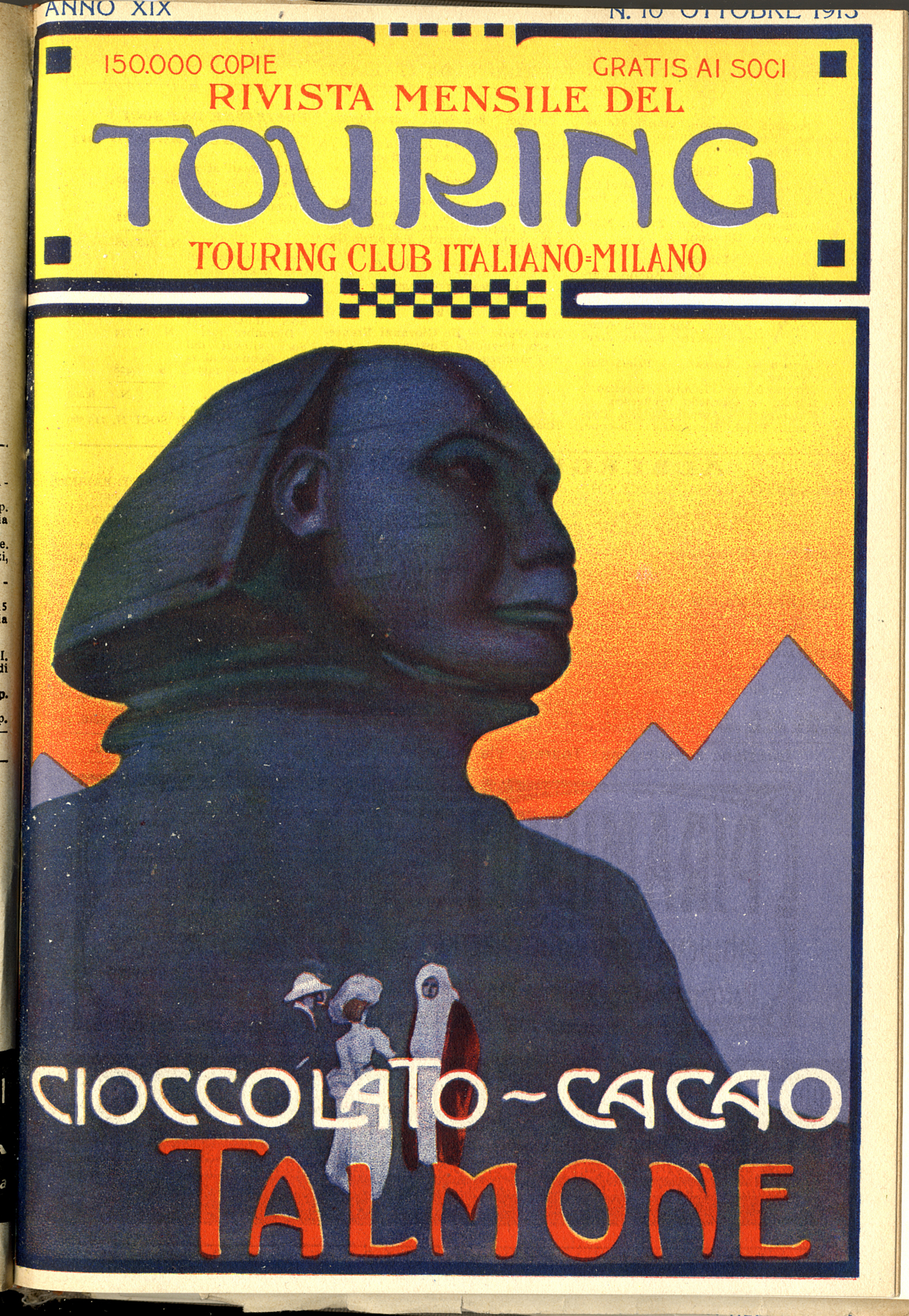
Illustrazione pubblicitaria di Talmone nella copertina della rivista mensile del Touring Club Italiano, ottobre 1913

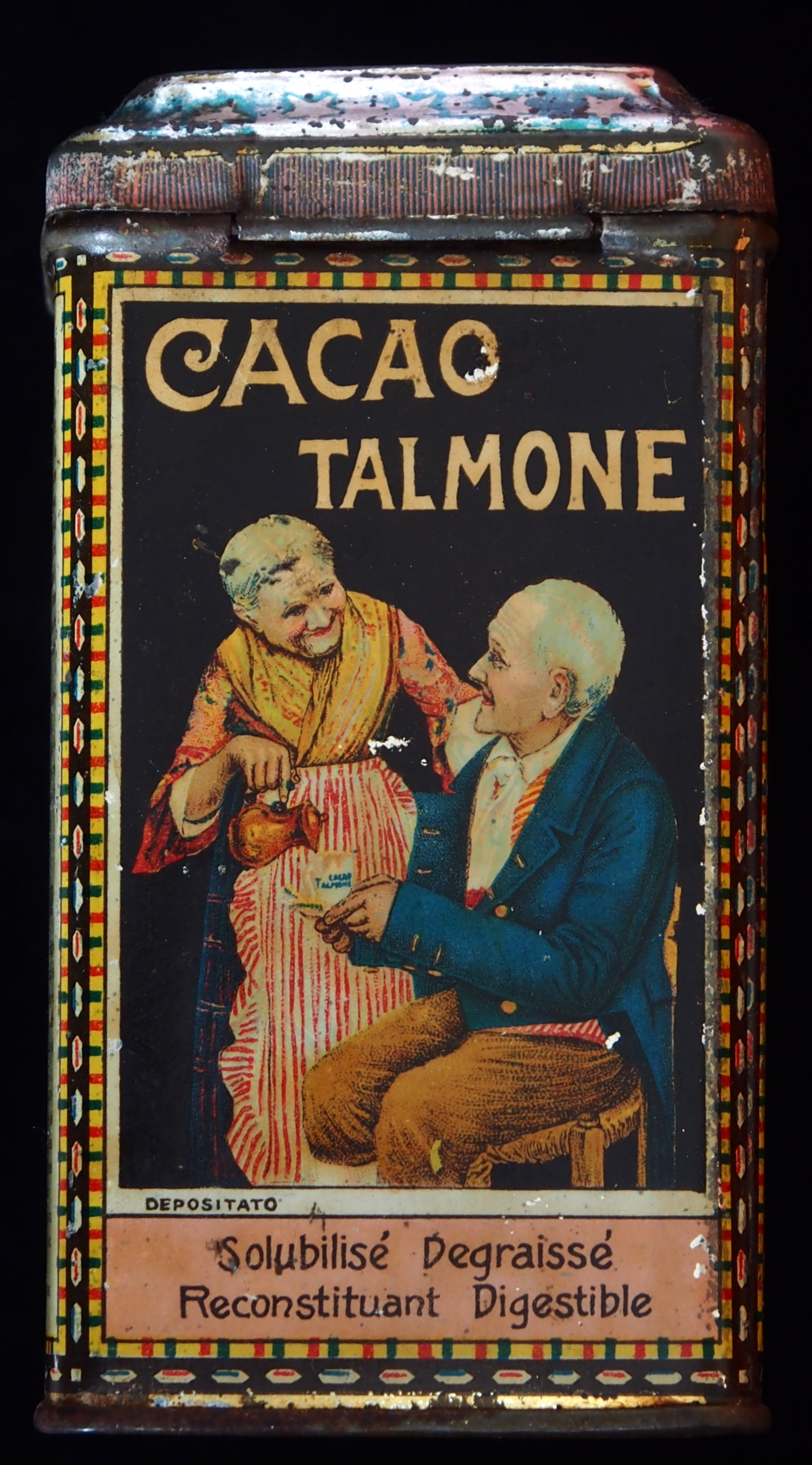
La lattina storica del cacao Talmone, qui in versione francofona.

Aprì nel 1850 in via Artisti a Torino. La ditta crebbe velocemente e si trasferì in via Balbis, nel quartiere San Donato, divenendo presto una vera fabbrica di proporzioni industriali, con negozio in via Lagrange.
Alla morte di Michele Talmone l'attività passò ai cinque figli.
All'epoca, il cioccolato era venduto da droghieri, confettieri e anche farmacisti in scatole di latta ermeticamente chiuse. La Talmone fu una delle prime aziende a credere nella forza dell'immagine pubblicitaria per il suo prodotto e usò un marchio pubblicitario di grande efficacia e facilmente riconoscibile per i suoi cartelloni pubblicitari e sin dal 1890 il suo cioccolato fu associato alla nota immagine dei «due vecchietti» disegnati dal cartellonista tedesco Oschner e che decorarono le scatole di latta delle produzioni Talmone.
Lo stabilimento fu ampliato nel 1895 e rinnovato nel 1904 in stile Art Nouveau quindi nel 1929 la Talmone si trasferì in corso Francia, nucleo di quella che divenne nel 1934, dopo la fusione con la Venchi e la UNICA (Unione Nazionale Industrie Cioccolato Affini), la Talmone-Venchi-Unica in piazza Massaua.
Il gruppo aziendale del quale faceva parte la Talmone passò sotto il controllo del banchiere Michele Sindona, che per operazioni di mera speculazione finanziaria portò l'azienda al fallimento per bancarotta nel 1974. 
Nel periodo tra il 1967 e 1976 furono trasmessi, durante il programma Carosello, alcuni cartoni animati di  pubblicità televisiva dei prodotti della Talmone con delle canzoni dei Los Gildos, che poi furono riportate su dischi di 45 giri.
Dei tanti negozi monomarca, che la Talmone riforniva di suoi prodotti per affiliazione commerciale, diversi locali hanno continuato l'attività in autonomia, pure dopo la chiusura della fabbrica di Torino, mantenendo il logo <TALMONE> come insegna in varie città italiane: il negozio di Perugia ha cessato la sua attività nel 2020.